# Synchytrium taraxaci
Synchytrium taraxaci är en svampart som beskrevs av de Bary & Woronin 1863. Synchytrium taraxaci ingår i släktet Synchytrium och familjen Synchytriaceae.   Inga underarter finns listade i Catalogue of Life.